# Ōhashi Ayaka
Ōhashi Ayaka (大橋 彩香 Ōhashi Ayaka, sinh ngày 13 tháng 9 năm 1994) là Diễn viên lồng tiếng và ca sĩ Nhật Bản đến từ Tokyo. Cô thuộc công ty quản lý tài năng HoriPro International. Với vai trò ca sĩ, cô đã ký hợp đồng với Lantis. Khởi đầu là diễn viên nhí, cô đã xuất hiện trong nhiều quảng cáo, phim truyền hình, các chương trình NHK Educational TV, và các sân khấu kịch. Sau khi tham gia một buổi thử vai do Horipro tài trợ, cô được nhận vai chính đầu tiên là Fleur Blanc trong anime Eureka Seven AO năm 2012.
Cô nổi tiếng với các vai Shibuki Ran trong Aikatsu!, Yamabuki Sāya trong BanG Dream!, và Shimamura Uzuki trong The Idolmaster Cinderella Girls; với vai Sāya, cô là thành viên của ban nhạc Poppin'Party làm người chơi trống. Cô cũng trình bày các ca khúc chủ đề cho anime như là Masamune-kun no Revenge, và Knight's & Magic.

## Tiểu sử
Ōhashi sinh ra tại Urawa, Saitama vào ngày 13 tháng 9 năm 1994, và chuyển đến Tokyo khi cô 5 tuổi. Ở đó, cô đã gia nhập một đoàn kịch và xuất hiện trên quảng cáo truyền hình, phim truyền hình, các chương trình NHK Educational TV, và các sân khấu kịch. Cô được truyền cảm hứng để trở thành diễn viên lồng tiếng sau khi nhận các buổi học diễn lồng tiếng mà cô có với đoàn kịch.
Năm 2011, cô đã tham gia Chiến dịch Chiêu mộ Tài năng Horipro lần thứ 36 nơi mà cô đã vào vòng cuối và gia nhập công ty quản lý tài năng Horipro. Cô đã ra mắt vai trò lồng tiếng năm 2012, vào một vai nhỏ trong Amagami SS+ plus. Vào tháng 4 cùng năm, cô được chọn vào vai Fleur Blanc trong Eureka Seven AO trở thành nhân vật chính đầu tiên của cô. Cùng năm đó, cô được chọn vào vai Shimamura Uzuki trong trò chơi di động The Idolmaster Cinderella Girls trở thành nhân vật chính thứ hai của cô. Sau này cô được vào lại vai trong nhiều phiên bản khác, bao gồm anime chuyển thể. Cô đã xuất hiện trên nhiều sự kiện sân khấu và chương trình radio.
Năm 2014, cô chính thức ra mắt với vai trò ca sĩ cho Lantis được trình diễn bài hát chủ đề mở đầu của Sabagebu! -Survival Game Club!- "YES!!", cô cũng vào vai chính, Sonokawa Momoka. Cùng năm đó, cô lồng tiếng cho nhân vật Kurome trong Akame ga KILL!. Album đầu tiên của cô ~Kidō ~Start Up! (起動~Start Up!) được phát hành vào ngày 18 tháng 5 năm 2016; album đạt thứ hạng 14 trên bảng xếp hạng hàng tuần Oricon.
Năm 2015, cô được chọn vào nhân vật chơi trống, Yamabuki Sāya của ban nhạc Poppin'Party, trong thương hiệu BanG Dream! của Bushiroad. Cô tuyên bố rằng mặc dù cô có kỹ năng chơi trống trước khi gia nhập thương hiệu, cô chưa từng trình diễn trước công chúng.
Năm 2017, cô vào vai nhân vật Adagaki Aki trong Masamune-kun no Revenge và cô cũng trình bày bài hát chủ đề mở đầu. Trong năm đó, cô được chọn vào vai Adeltroot Alter trong Knight's & Magic; cô cũng trình bày bài hát chủ đề kết thúc của phim. Năm sau, cô được chọn vào vai Vodka trong thương hiệu Uma Musume Pretty Derby của Cygames.
Tháng 2 năm 2020, Anime Frontier thông báo rằng Ōhashi sẽ có buổi hòa nhạc đầu tiên tại Mỹ vào ngày 8 tháng 5 tại Fort Worth, Texas, nhưng sự kiện bị hủy do đại dịch COVID-19.

## Danh sách phim ảnh

### Anime
| Năm       | Tên                                                   | Vai                                     | Ghi chú                       | Nguồn              |
| --------- | ----------------------------------------------------- | --------------------------------------- | ----------------------------- | ------------------ |
| 2012      | Amagami SS+ plus                                      | Ủy viên ban chấp hành                   | Tập 10                        | [ 8 ]              |
| 2012      | Eureka Seven AO                                       | Fleur Blanc                             | Cũng trong OVA và ONA         | [ 8 ]              |
| 2012–2016 | Aikatsu!                                              | Shibuki Ran                             | Giọng nói                     | [ 8 ] [ 9 ]        |
| 2013      | Mangirl!                                              | Nishijima Ringo                         |                               | [ 8 ]              |
| 2013      | Yama no Susume                                        | Khách hàng nữ                           | Tập 9                         | [ 8 ]              |
| 2013      | Fantasista Doll                                       | Uno Uzume                               |                               | [ 8 ] [ 9 ]        |
| 2013–2015 | Tesagure! Bukatsu-mono                                | Koharu Tanaka                           | Cũng trong Encore và spin-off | [ 8 ] [ 9 ]        |
| 2013      | Dokidoki! PreCure                                     | Lance                                   |                               | [ 8 ]              |
| 2014      | Witchcraft Works                                      | Học sinh                                |                               | [ 8 ]              |
| 2014–2015 | Hamatora: The Animation                               | Rei                                     | Cũng trong Re:_Hamatora       | [ 1 ] [ 8 ]        |
| 2014      | Go! Go! 575                                           | Kobayashi Matcha                        |                               | [ 8 ] [ 9 ]        |
| 2014      | Daimidaler the Sound Robot                            | Tomoyose Moriko                         |                               | [ 8 ] [ 15 ]       |
| 2014      | Dragon Collection                                     | Namoor                                  | Tập 9                         | [ 8 ]              |
| 2014      | Sabagebu! -Survival Game Club!-                       | Sonokawa Momoka                         |                               | [ 8 ] [ 9 ]        |
| 2014      | Akame ga Kill!                                        | Kurome                                  |                               | [ 8 ] [ 9 ]        |
| 2015–2019 | The Idolmaster Cinderella Girls                       | Shimamura Uzuki                         | Cũng trong mùa 2 và Theater   | [ 8 ] [ 9 ] [ 16 ] |
| 2015      | Comet Lucifer                                         | Felia                                   |                               | [ 8 ]              |
| 2015–2016 | Concrete Revolutio: Superhuman Phantasmagoria         | Jackie                                  | Cũng trong The Last Song      | [ 8 ]              |
| 2015      | Garo: Crimson Moon                                    | Kaguya                                  |                               | [ 8 ]              |
| 2016      | Endride                                               | Falarion                                |                               | [ 8 ]              |
| 2016–2018 | Aikatsu Stars!                                        | Kasumi Yozora                           | Giọng nói                     | [ 8 ]              |
| 2016      | Naria Girls                                           | Quái vật thần tượng                     | Tập 3                         | [ 8 ]              |
| 2016      | Flip Flappers                                         | Yayaka                                  |                               | [ 8 ]              |
| 2017–2023 | Masamune-kun no Revenge                               | Adagaki Aki                             | Cũng trong mùa 2              | [ 6 ] [ 8 ] [ 9 ]  |
| 2017–2021 | BanG Dream!                                           | Yamabuki Sāya                           | Cũng trong mùa 2 và 3         | [ 8 ] [ 9 ] [ 17 ] |
| 2017      | Re:Creators                                           | Shimazaki Setsuna                       |                               | [ 18 ] [ 19 ]      |
| 2017      | Hina Logi: From Luck & Logic                          | Iroha Aoi                               |                               | [ 8 ] [ 20 ]       |
| 2017      | Knight's & Magic                                      | Adeltroot Alter                         |                               | [ 5 ] [ 8 ] [ 9 ]  |
| 2017      | Princess Principal                                    | Prefect                                 | Tập 10                        |                    |
| 2017–2018 | Garo: Vanishing Line                                  | Lizzy                                   | Tập 16, 20, 22-23             |                    |
| 2018      | Magical Girl Ore                                      | Uno Saki (nữ)                           |                               | [ 21 ]             |
| 2018–2021 | Uma Musume Pretty Derby                               | Vodka                                   |                               | [ 9 ] [ 12 ]       |
| 2018–2019 | Aikatsu Friends!                                      | Asuka Mirai                             |                               | [ 22 ]             |
| 2018      | Future Card Buddyfight Ace                            | Tatewaki Sayaka                         |                               | [ 23 ]             |
| 2018–2022 | BanG Dream! Girls Band Party! Pico                    | Yamabuki Sāya                           | ONA                           | [ 9 ]              |
| 2018–2019 | Saint Seiya: Saintia Shō                              | Lumi                                    | ONA                           | [ 24 ]             |
| 2018      | Million Arthur                                        | Kaguya                                  | Tập 9                         |                    |
| 2019      | Fight League: Gear Gadget Generators                  | Kara Fixx                               | ONA                           | [ 25 ]             |
| 2019      | Kawaikereba hentai demo suki ni natte kuremasu ka?    | Ōtori Koharu                            |                               | [ 26 ]             |
| 2019–2020 | Aikatsu on Parade!                                    | Asuka Mirai, Kasumi Yozora, Shibuki Ran |                               |                    |
| 2020–2022 | Magia Record: Puella Magi Madoka Magica Side Story    | Akino Kaede                             |                               | [ 27 ]             |
| 2020      | Haikyu!! – Chàng khổng lồ tí hon                      | Yonezawa Maiko                          | Tập 1                         | [ 28 ]             |
| 2020      | The God of High School                                | Yoo Mira                                |                               | [ 29 ]             |
| 2020      | Princess Connect! Re:Dive                             | Kashiwazaki Hatsune                     |                               | [ 30 ]             |
| 2020      | Super HxEros                                          | Taiga Tōma                              |                               | [ 31 ]             |
| 2020      | Sleepy Princess in the Demon Castle                   | Harpy                                   |                               | [ 32 ]             |
| 2022      | The Greatest Demon Lord Is Reborn as a Typical Nobody | Sylphy Marheaven                        |                               | [ 33 ]             |
| 2022      | Shin Ikki Tousen                                      | Sonken Chūbō                            |                               | [ 34 ]             |
| 2022      | Shine Post                                            | Hotaru                                  |                               | [ 35 ]             |
| 2023      | Benriya Saitō-san, Isekai ni Iku                      | Mevena                                  |                               | [ 36 ]             |
| 2023      | Synduality: Noir                                      | Ange                                    |                               | [ 37 ]             |
| 2023      | Sound! Euphonium: Ensemble Contest                    | Kamaya Tsubame                          | OVA                           | [ 38 ]             |

### Films
| Năm  | Tên                                                     | Vai           | Ghi chú   | Nguồn  |
| ---- | ------------------------------------------------------- | ------------- | --------- | ------ |
| 2013 | Pretty Cure All Stars New Stage 2: Friends of the Heart | Lance         |           | [ 8 ]  |
| 2013 | DokiDoki! PreCure The Movie                             | Lance         |           | [ 8 ]  |
| 2014 | Pretty Cure All Stars New Stage 3: Eternal Friends      | Lance         |           | [ 8 ]  |
| 2014 | Aikatsu! The Movie                                      | Shibuki Ran   | Giọng nói | [ 8 ]  |
| 2015 | Pretty Cure All Stars: Carnival of Spring♪              | Lance         |           | [ 8 ]  |
| 2016 | Garo: Divine Flame                                      | Christina     |           |        |
| 2016 | Aikatsu! The Targeted Magical Aikatsu Card              | Shibuki Ran   | Giọng nói | [ 8 ]  |
| 2016 | Aikatsu Stars! The Movie                                | Kasumi Yozora | Giọng nói | [ 8 ]  |
| 2019 | BanG Dream! Film Live                                   | Yamabuki Sāya |           | [ 39 ] |
| 2021 | BanG Dream! Episode of Roselia I: Promise               | Yamabuki Sāya |           |        |
| 2021 | BanG Dream! Film Live 2nd Stage                         | Yamabuki Sāya |           | [ 40 ] |
| 2022 | BanG Dream! Poppin' Dream!                              | Yamabuki Sāya |           | [ 8 ]  |

### Trò chơi điện tử
| Năm  | Tên                                                | Vai                              | Ghi chú          | Nguồn         |
| ---- | -------------------------------------------------- | -------------------------------- | ---------------- | ------------- |
| 2011 | The Idolmaster Cinderella Girls                    | Shimamura Uzuki                  | iOS, Android     | [ 9 ]         |
| 2012 | Eureka Seven: AO Attack the Legend                 | Fleur Blanc                      | PS3              |               |
| 2013 | Fairy Fencer F                                     | Karin                            | PS3              | [ 19 ]        |
| 2013 | Fantasista Doll Girls Royale                       | Uno Uzume                        | iOS, Android     |               |
| 2014 | The Idolmaster One For All                         | Shimamura Uzuki                  | PS3              | [ 19 ]        |
| 2015 | Granblue Fantasy                                   | Shimamura Uzuki                  | iOS, Android     | [ 41 ]        |
| 2015 | Princess Connect!                                  | Kashiwazaki Hatsune              | iOS, Android     | [ 8 ]         |
| 2015 | Brave Sword X Blaze Soul                           | Mei                              | iOS, Android     | [ 9 ]         |
| 2015 | Luminous Arc Infinity                              | Rena                             | PS Vita          | [ 8 ] [ 19 ]  |
| 2015 | The Idolmaster Cinderella Girls: Starlight Stage   | Shimamura Uzuki                  | iOS, Android     | [ 9 ]         |
| 2015 | Fairy Fencer F: Advent Dark Force                  | Karin                            | PS4              |               |
| 2015 | Valkyrie Drive: Siren                              | Kisaragi Setsuna                 | iOS, Android     | [ 42 ]        |
| 2015 | MeiQ: Labyrinth of Death                           | Estra                            | PS Vita          | [ 8 ] [ 19 ]  |
| 2016 | Tales of Asteria                                   | Shimamura Uzuki                  | iOS, Android     | [ 43 ]        |
| 2016 | Dark Rose Valkyrie                                 | Coo Franson                      | PS4              | [ 8 ] [ 19 ]  |
| 2017 | BanG Dream! Girls Band Party!                      | Yamabuki Sāya                    | iOS, Android     | [ 9 ]         |
| 2017 | Yuki Yuna is a Hero: A Sparkling Flower            | Nogi Wakaba                      | iOS, Android     | [ 44 ]        |
| 2017 | Magia Record: Puella Magi Madoka Magica Side Story | Akino Kaede                      | iOS, Android     | [ 27 ] [ 45 ] |
| 2017 | 8 beat Story                                       | Sorano Kanade                    | iOS, Android     | [ 46 ]        |
| 2018 | Princess Connect! Re:Dive                          | Kashiwazaki Hatsune              | iOS, Android     | [ 47 ]        |
| 2018 | Dragalia Lost                                      | Melody                           | iOS, Android     | [ 48 ]        |
| 2018 | Final Fantasy Brave Exvius                         | Heavenly Technician Lid          | iOS, Android     |               |
| 2018 | Tales of the Rays                                  | Shimamura Uzuki                  | iOS, Android     | [ 49 ]        |
| 2019 | Azur Lane                                          | KMS Z35, USS Aylwin, IJN Choukai | iOS, Android     |               |
| 2019 | Arknights                                          | Angelina                         | iOS, Android     |               |
| 2019 | The King of Fighters All Star                      | New Kim                          | iOS, Android     | [ 50 ]        |
| 2020 | Ikki Tousen: Extra Burst                           | Sonken Chūbō                     | iOS, Android     | [ 51 ]        |
| 2021 | Blue Archive                                       | Kuromi Serika                    | iOS, Android     | [ 52 ]        |
| 2021 | Uma Musume Pretty Derby                            | Vodka                            | iOS, Android     | [ 9 ]         |
| 2022 | Eve: Ghost Enemies                                 | Kirino Kyouko                    | PS4, Switch      | [ 53 ]        |
| 2022 | Code Geass: Lelouch of the Rebellion Lost Stories  | Maya Disel                       | PC, iOS, Android |               |
| 2022 | Artery Gear: Fusion                                | Nio, Grace                       | iOS, Android     |               |

### Lồng tiếng nước ngoài

#### Live-action
- Beautiful Love, Wonderful Life, Kim Cheong-ah (Seol In-ah)[54]
- Chip 'n Dale: Rescue Rangers, thám tử Ellie Steckler (KiKi Layne)[55]
- The Green Knight, Essel and the Lady (Alicia Vikander)[56]

#### Phim hoạt hình
- Mune: Guardian of the Moon, Mune[57]
- Phi vụ hạt dẻ 2: Công viên đại chiến, Heather Muldoon[58]

### Phim chuyển thể người đóng
- Anime Supremacy! (2022), Yūki (giọng nói)[59]

### Khác
- There's No Way I Can Have A Lover! (*Or Maybe There Is?!), Amaori Renako (video quảng cáo)[60]

## Danh sách đĩa nhạc

### Album phòng thu
| Tên                                                  | Chi tiết album | Số Catalogue    | Số Catalogue                                | Oricon |   |
| Phiên bản thường                                     | Phiên bản giới hạn | Vị trí cao nhất | Số tuần có trong xếp hạng                   |        |   |
| ---------------------------------------------------- | --- | --------------- | ------------------------------------------- | ------ | - |
| ~Kidō ~Start Up!~ (起動~Start Up! ~Kidō ~Start Up!~) | - Ngày phát hành: 18 tháng 5 năm 2016 - Hãng đĩa: Lantis - Định dạng: CD, CD + DVD, CD + Blu-ray, tải về định dạng số | LACA-15543      | LACA-35544 (CD+DVD) LACA-35543 (CD+Blu-ray) | 14     | 3 |
| PROGRESS                                             | - Ngày phát hành: 23 tháng 4 năm 2018 - Hãng đĩa: Lantis - Định dạng: CD, CD + Blu-ray, tải về định dạng số           | LACA-15719      | LACA-35719                                  | 24     | 2 |
| WINGS                                                | - Ngày phát hành: 16 tháng 12 năm 2020 - Hãng đĩa: Lantis                                                             | LACA-15850      | LACA-35850                                  | 24     | 2 |

### Đĩa đơn
| Ngày phát hành       | Tên                                            | Số Catalogue (Bản thường) | Oricon | Album | Ghi chú                                              |                                                                                 |
| Vị trí cao nhất      | Số tuần có trong xếp hạng                      |                           |        |       |                                                      |                                                                                 |
| -------------------- | ---------------------------------------------- | ------------------------- | ------ | ----- | ---------------------------------------------------- | ------------------------------------------------------------------------------- |
| 6 tháng 8 năm 2014   | "YES!!"                                        | LACM-14264                | 35     | 4     | ~Kidō ~Start Up!~ (起動~Start Up! ~Kidō ~Start Up!~) | Bài hát chủ đề mở đầu cho Sabagebu! -Survival Game Club!-                       |
| 25 tháng 2 năm 2015  | "ENERGY☆SMILE"                                 | LACM-14314                | 37     | 3     | ~Kidō ~Start Up!~ (起動~Start Up! ~Kidō ~Start Up!~) | —                                                                               |
| 11 tháng 11 năm 2015 | "Oshiete Blue Sky" (おしえてブルースカイ)      | LACM-14417                | 33     | 3     | ~Kidō ~Start Up!~ (起動~Start Up! ~Kidō ~Start Up!~) | Bài hát chủ đề kết thúc đầu tiên của Comet Lucifer                              |
| 9 tháng 12 năm 2015  | "Hitotsu ni Naritai" (ヒトツニナリタイ)        | LACM-14428                | 36     | 2     | ~Kidō ~Start Up!~ (起動~Start Up! ~Kidō ~Start Up!~) | Bài hát chủ đề kết thúc thứ 3 của Comet Lucifer                                 |
| 18 tháng 1 năm 2017  | "Wagamama MIRROR HEART" (ワガママMIRROR HEART) | LACM-14562                | 17     | 10    | PROGRESS                                             | Bài hát chủ đề mở đầu của Masamune-kun no Revenge                               |
| 14 tháng 8 năm 2017  | "You & I" (ユー&アイ')                         | LACM-14643                | 29     | 6     | PROGRESS                                             | Bài hát chủ đề kết thúc của Knight's & Magic                                    |
| 18 tháng 4 năm 2018  | "NOISY LOVE POWER☆"                            | LACM-14738                | 21     | 6     | WINGS                                                | Bài hát chủ đề mở đầu của Magical Girl Ore                                      |
| 21 tháng 11 năm 2018 | "Highlight" (ハイライト)                       | LACM-14814                | 35     | 2     | WINGS                                                | Bài hát chủ đề mở đầu đầu tiên của Million Arthur                               |
| 6 tháng 8 năm 2019   | "Daisuki." (ダイスキ。)                        | LACM-14889                | 17     | 1     | WINGS                                                | Bài hát chủ đề mở đầu của Kawaikereba hentai demo suki ni natte kuremasu ka?    |
| 13 tháng 1 năm 2021  | "DOG & CAT & AYAKA"                            | LACM-24073                | 21     | 2     | TBA                                                  | Bài hát chủ đề mở đầu của With a Dog AND a Cat, Every Day is Fun                |
| 27 tháng 4 năm 2022  | "Be My Friend!!!"                              | LACM-24247                | 32     | 4     | TBA                                                  | Bài hát chủ đề mở đầu của The Greatest Demon Lord Is Reborn as a Typical Nobody |
| 26 tháng 7 năm 2023  | "Please, please!"                              | LACM-24369                | 27     | 3     | TBA                                                  | Bài hát chủ đề mở đầu của Masamune-kun no Revenge mùa 2                         |